# Youssef Hocine
Youssef Hocine (né le 7 août 1965 à Melun - ) est un escrimeur français. Membre de l'équipe de France de fleuret, il a été médaillé lors des championnats du monde.
Youssef Hocine est membre du cercle du (Cercle d'escrime Melun Val de Seine). Il en est également l’un de ces maitres d’armes
.

## Palmarès
- Championnats du monde
  -  Médaille d'argent au fleuret par équipe aux championnats du monde 1987 à Lausanne.
  -  Médaille de bronze au fleuret par équipe aux championnats du monde 1989 à Denver.
  -  Médaille de bronze au fleuret individuel aux championnats du monde 1991 à Budapest.
  -  Médaille de bronze au fleuret par équipe aux championnats du monde 1991 à Budapest.
- Vainqueur des masters en 1991
- Participation aux JO de Séoul en 1988 et Barcelone en 1992